# Psilocybe hoogshagenii
Psilocybe hoogshagenii es una especie de seta de la familia Hymenogastraceae.
La seta tiene un sombrero cónico o acampanado de color marrón de hasta 3 cm (1,2 pulgadas) de ancho que tiene una papila extendida de hasta 4 mm de largo. El tallo es delgado (hasta 3 mm de grosor) y de 5 a 9 cm de longitud. La variedad P. hoogshagenii var. convexa carece de la papila larga.
La especie se encuentra en México, donde crece de forma aislada o en pequeños grupos en suelos arcillosos de los cafetales subtropicales, y desde Colombia y Brasil en Sudamérica. El hongo contiene los compuestos psicodélicos psilocibina y psilocina, y todas las partes se tiñen de azul o negro azulado cuando se manipulan o se lesionan. P. hoogshagenii es utilizada con fines adivinatorios por algunos grupos indígenas de México.

## Taxonomía
La especie fue descrita científicamente por primera vez por el micólogo francés Roger Heim en 1958. Fue una de las varias especies descritas e ilustradas en el popular semanario estadounidense Life ("Seeking the Magic Mushroom"), en el que R. Gordon Wasson relató las visiones psicodélicas que experimentó durante los rituales adivinatorios del pueblo mixteco, introduciendo así los hongos psilocibios en la cultura popular occidental; sin embargo, fue etiquetada erróneamente como Psilocybe zaptecorum.
Del mismo modo, el especialista en Psilocybe Gastón Guzmán sugiere que P. zapotecorum, tal y como fue descrita por Rolf Singer en 1958, está mal identificada ya que concuerda bien con el tipo de P. hoogshagenii. La especie Psilocybe caerulipes var. gastonii, descrita por Singer en 1958, es un sinónimo de P. hoogshagenii.
La especie recibe su nombre en honor al antropólogo estadounidense Searle Hoogshagen, que ayudó a Heim y Wasson en su búsqueda de hongos enteógenos en México. El hongo es conocido localmente por varios nombres comunes. En español, se le llama los niños o los Chamaquitos ("los niños pequeños"), en mazateco como pajaritos de monte ("pajaritos del bosque"), en náhuatl como cihuatsinsintle o teotlaquilnanácatl ("hongo divino que describe o pinta"), y en mixe como Atka:t ("juez") o na.shwi.ñ mush ("hongos de la tierra").
La variedad P. hoogshagenii var. convexa fue descrita por Guzmán en 1983 para dar cuenta de hongos sin papila aguda que, por lo demás, eran aproximadamente iguales a la variedad tipo. Psilocybe semperviva, descrita por Heim y Roger Cailleux en 1958, fue determinada posteriormente por Guzmán como sinónimo de P. hoogshagenii var. convexa. El epíteto varietal convexa hace referencia a la forma convexa del sombrero.

## Descripción
La forma del capuchón varía de cónica a acampanada o convexa, alcanzando diámetros de 18-76 mm, aunque lo más habitual es un rango de 1-2,5 cm. Tiene una papila larga y afilada de hasta 4 mm (0,16 in).
La superficie del sombrero es lisa, algo pegajosa cuando se moja, y a menudo tiene crestas que se extienden hasta la mitad del sombrero. Su color es de marrón rojizo a marrón anaranjado a amarillento, y es higrófano, desvaneciéndose cuando se seca a un color pajizo o fulvino. Las branquias parduzcas tienen una fijación adnata a anexa al tallo; las branquias maduras se vuelven negras violáceas debido a las esporas. El tallo hueco mide de 50 a 90 mm de longitud y de 1 a 3 mm de grosor. 
Es aproximadamente igual de ancho en toda su longitud o ligeramente más grueso en la base, y a veces se retuerce. Un fino velo parcial rudimentario parecido a la cortina cubre las agallas de los cuerpos frutales inmaduros, pero es frágil y desaparece poco después de que el sombrero se expanda. La carne en el sombrero es blanquecina, pero más amarilla en el tallo. 
Tanto el olor como el sabor de la seta son farináceos (similares a la harina recién molida). Como es característico de las setas de psilocibina, todas las partes del cuerpo del fruto se amoratan cuando se manipulan o se lesionan. P. hoogshagenii var. convexa carece de una papila aguda, aunque ocasionalmente tiene una pequeña papila redondeada. La anchura del sombrero oscila entre 0,5 y 1,5 cm y tiene una forma convexa o acampanada. Todas las demás características macroscópicas y microscópicas son idénticas a las de la variedad tipo.
La huella de la espora es de color marrón violáceo oscuro. Las esporas son romboides o casi en vista frontal, y más o menos elipsoides cuando se ven de lado. Tienen paredes gruesas, con dimensiones de 6,5-4-5,6 μm, y presentan un amplio poro germinal. Los basidios (células portadoras de esporas) suelen tener cuatro esporas, son hialinos (translúcidos), aproximadamente cilíndricos o con una constricción central, y miden 12-22 por 5,5-9 μm.
Los pleurocistidios (cistidios de la cara branquial) son relativamente abundantes; son ventricosos (hinchados), con forma de garrote o irregulares, y miden 16-36 por 8-12 μm. Los queilocistidios (cistidios del borde branquial) también son abundantes. Miden 19-35 por 4,4-6,6 μm, son lageniformes (en forma de frasco), se estrechan en un cuello largo con una anchura de 1-3 μm, y son agudos o algo capitados (terminan en una punta aproximadamente globular). En las hifas hay conexiones de pinza.
| |                                                                 |                                                                                |
| Las esporas son de romboides a elipsoidales dependiendo de la dirección en que se miren.                         | Los Cheilocystidia tienen forma de ampolla con un cuello largo. | Entre dos basidios con esporas aún adheridas se ve un pleurocistidio hinchado. |
| Las divisiones de los retículos pequeños son de 1 μm. Todas las imágenes fueron fotografiadas con 1000 aumentos. |                                                                 |                                                                                |

## Hábitat y distribución
Los cuerpos fructíferos de Psilocybe hoogshagenii crecen solitarios o en pequeños grupos en el humus o en suelos arcillosos y fangosos de los cafetales subtropicales. Según los nativos de la región mexicana de San Agustín Loxicha, el hongo tiende a fructificar simultáneamente en grandes brotes. En México, la fructificación ocurre en junio y julio, mientras que en Argentina, la fructificación es en febrero. 
El hongo ha sido reportado en México en los estados de Puebla, Oaxaca y Chiapas, donde crece en elevaciones de 1.000 a 1.800 m (3.300 a 5.900 pies). En Sudamérica, la especie se conoce en Brasil y Colombia. P. hoogshagenii var. convexa se ha encontrado en pastizales de Hidalgo y Oacaxa, pero es más común en Puebla. Fructifica de junio a agosto.

## Usos
Los hongos Psilocybe hoogshagenii son utilizados con fines enteógenos o espirituales por algunos curanderos de habla chinanteca del distrito de Ixtlán en Oacaxa. Los hongos se utilizan principalmente para diagnosticar y pronosticar enfermedades y, en menor medida, para adivinar la ubicación de objetos o animales que se han perdido o robado. Guzmán también indica el uso ceremonial contemporáneo por parte de los mixes y zapotecas. Paul Stamets, en su obra Psilocybe Mushrooms of the World, califica la potencia psicoactiva del hongo como "moderadamente activa", e informa de niveles de psilocibina del 0,6% (miligramos por gramo de hongo seco), y de psilocina del 0,1%.
En comparación, Stamets indica que la especie comúnmente cultivada P. cubensis contiene 0,63% y 0,60% (psilocibina y psilocina), mientras que la extendida P. semilanceata tiene 0,98% y 0,02%. El análisis químico de especímenes de P. hoogshagenii procedentes de Brasil arrojó hasta un 0,3% de psilocibina y un 0,3% de psilocina. Esta especie es utilizada por los cultivadores de hongos para la técnica del grano miceliado, porque produce cantidades viables de psilocibina en la fase de micelio.